# Stigmella aurella
Stigmella aurella là một loài bướm đêm thuộc họ Nepticulidae. Nó được tìm thấy ở miền nam châu Âu (phía nam của trục Ireland đến Ukraina). Nó cũng được tìm thấy ở Cận Đông và phần phía nam của Palearctic ecozone.

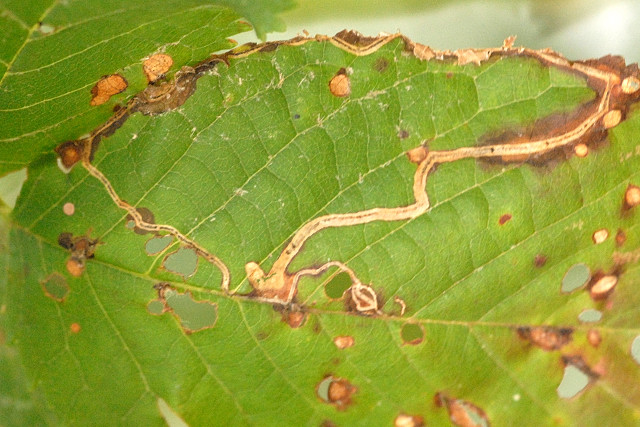
Stigmella aurella mine

Sải cánh dài 6–7 mm. Con trưởng thành bay vào tháng 5 và cuối hè.
Ấu trùng ăn Agrimonia eupatoria, Agrimonia procera, Aremonia agriminoides, Fragaria moschata, Fragaria vesca, Fragaria viridis, Geum rivale, Geum urbanum, Rubus caesius, Rubus dumetorum, Rubus fruticosus, Rubus idaeus, Rubus plicatus, Rubus sanguineus, Rubus saxatilis và Rubus ulmifolius. Chúng ăn lá nơi chúng làm tổ.